# Saxifraga tricuspidata
Saxifraga tricuspidata är en stenbräckeväxtart som beskrevs av Christen Friis Rottbøll. Saxifraga tricuspidata ingår i Bräckesläktet som ingår i familjen stenbräckeväxter. Inga underarter finns listade i Catalogue of Life.

## Bildgalleri

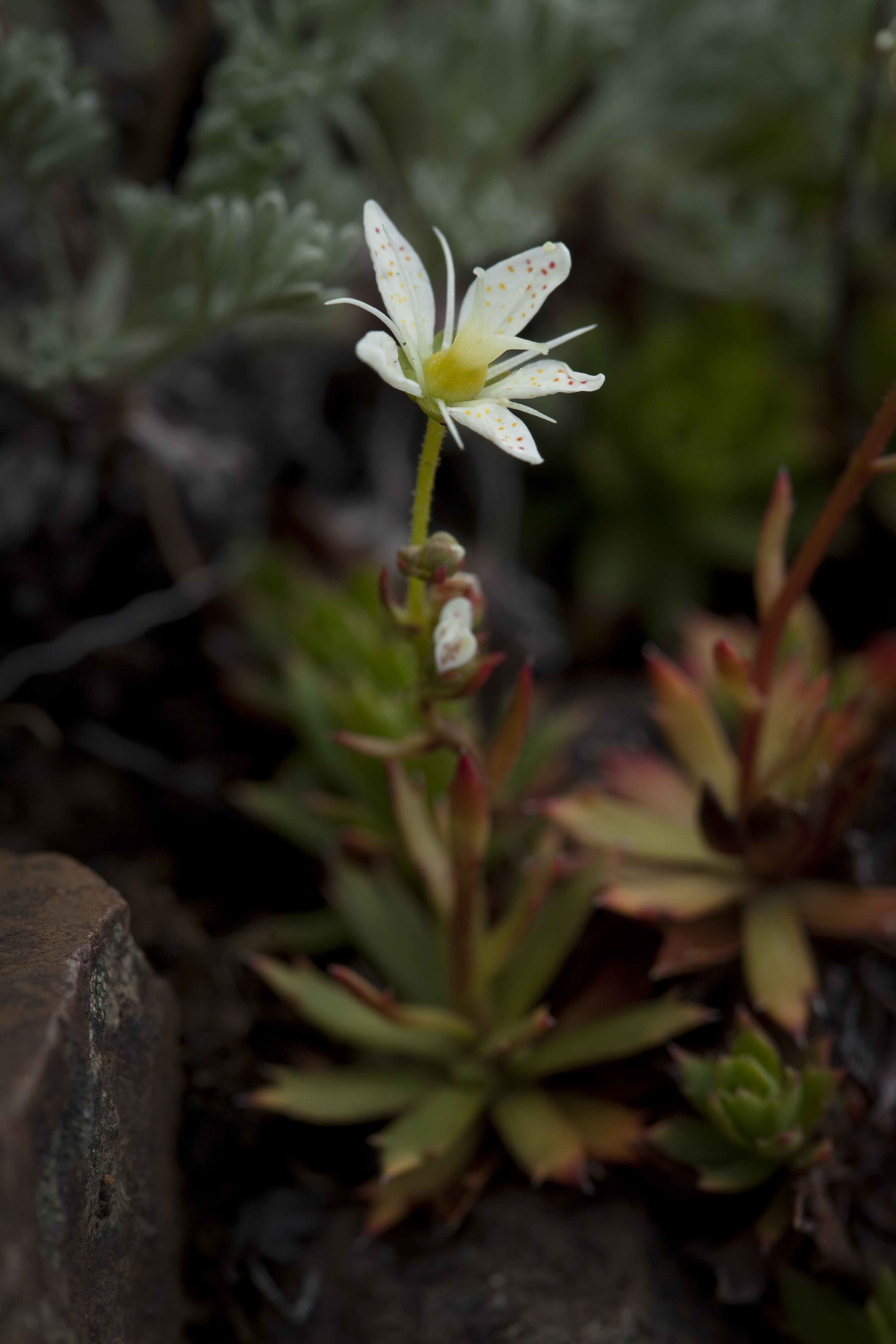
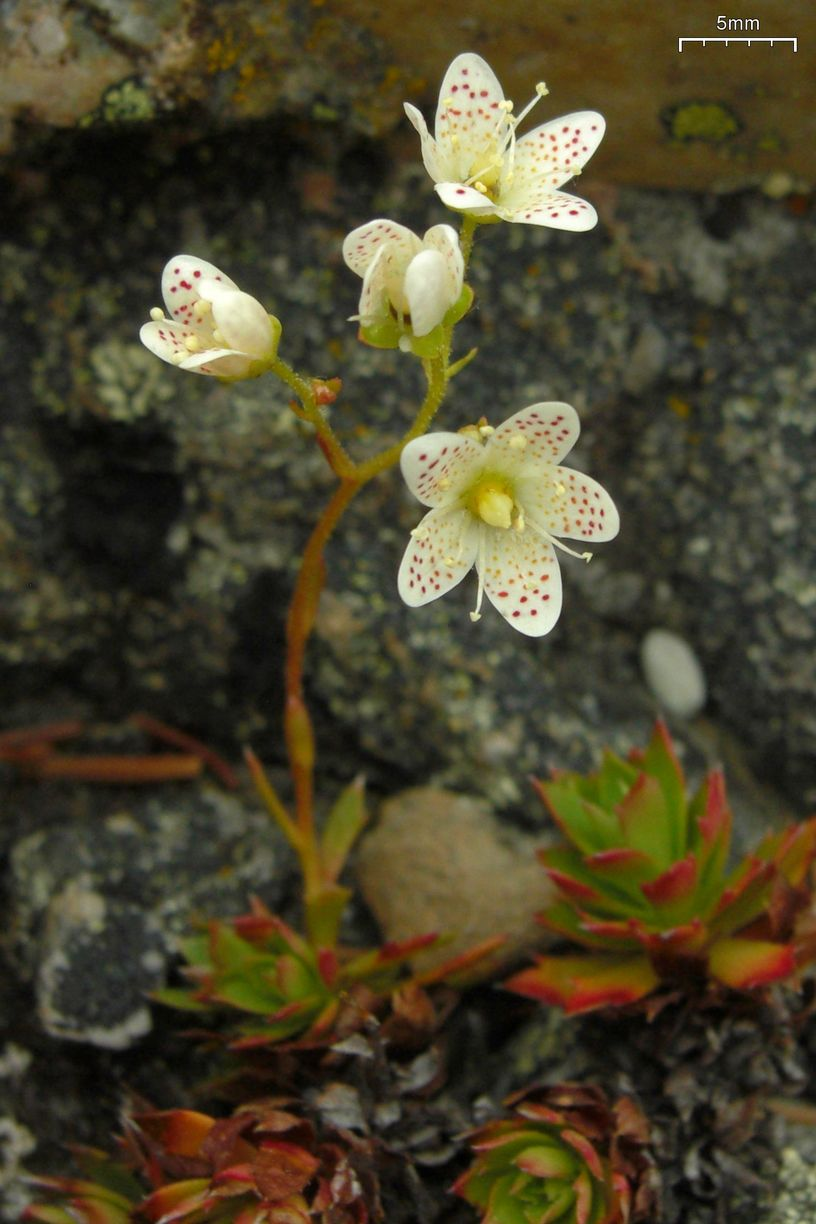
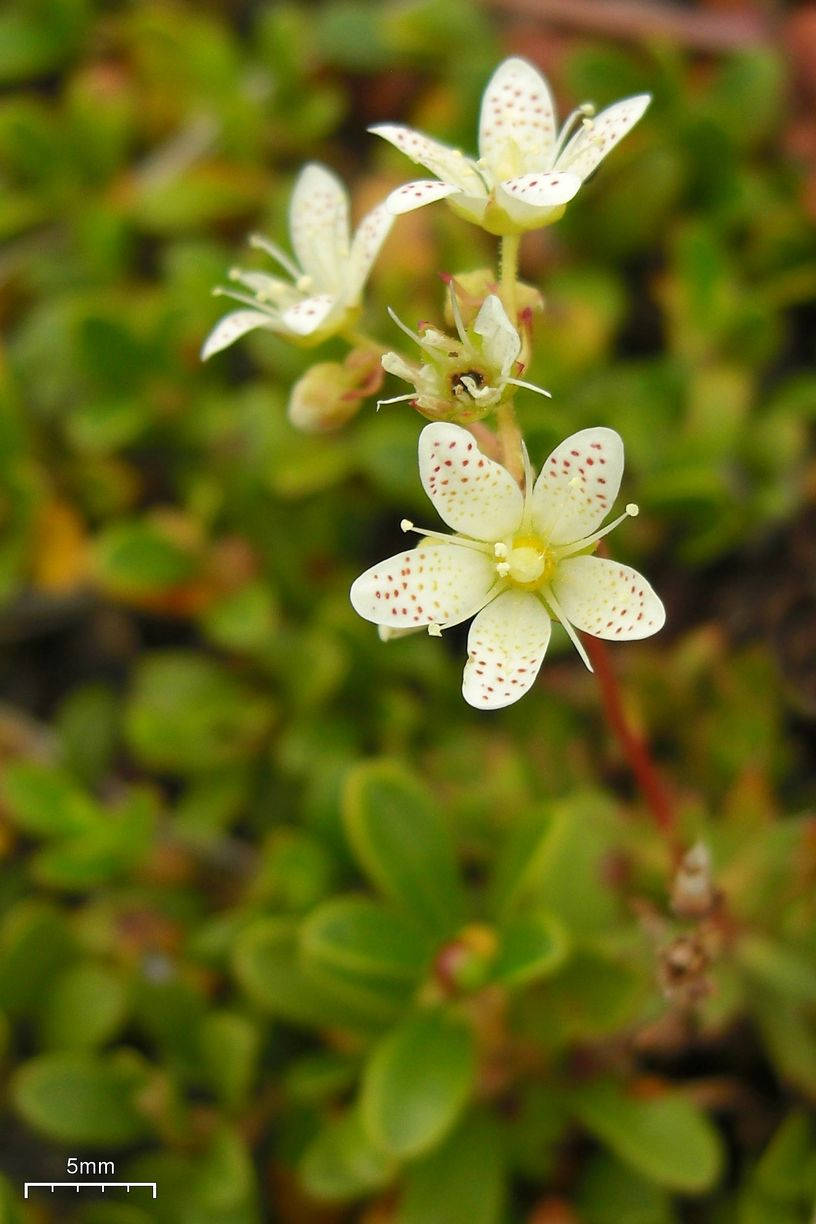
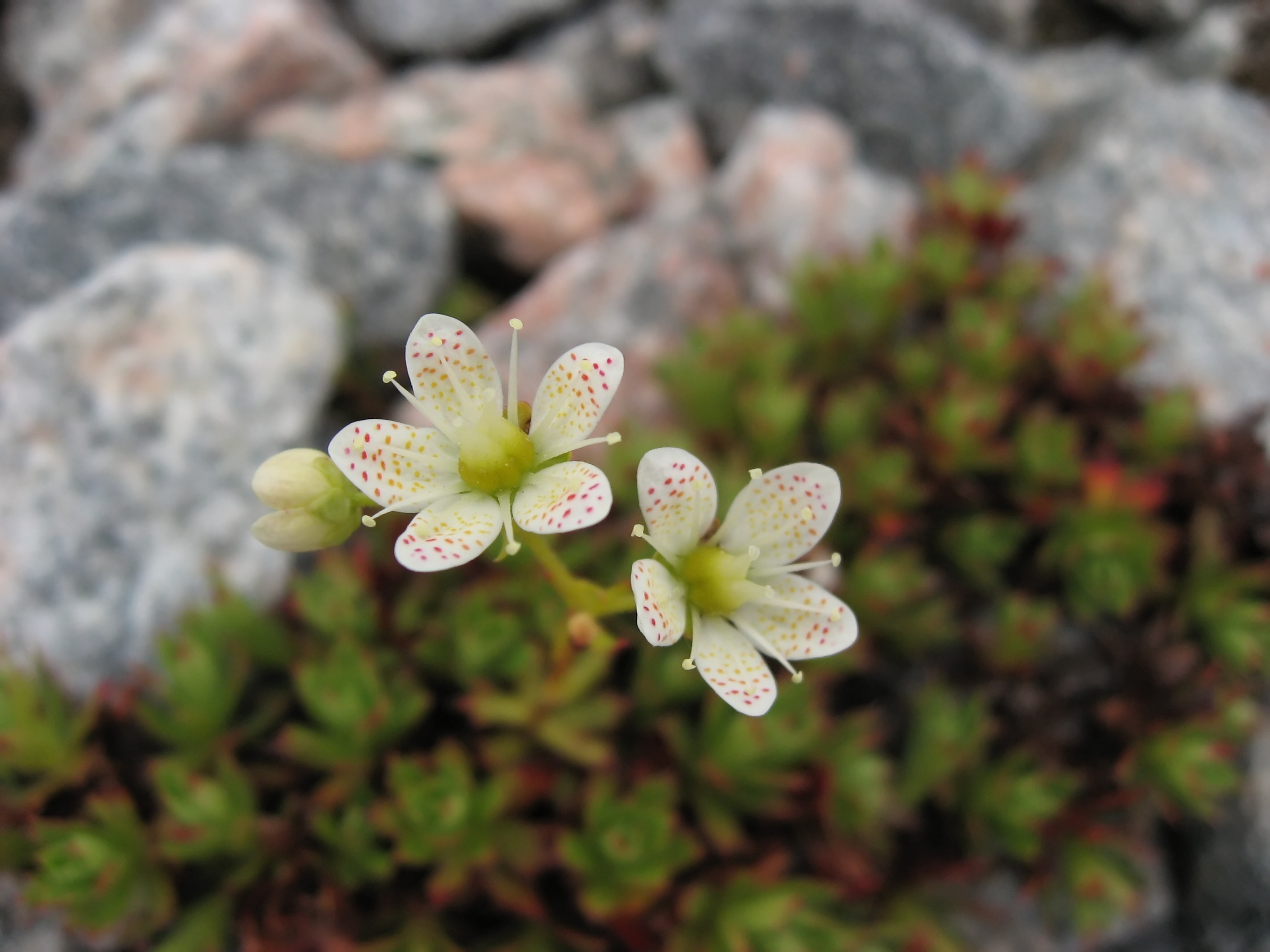
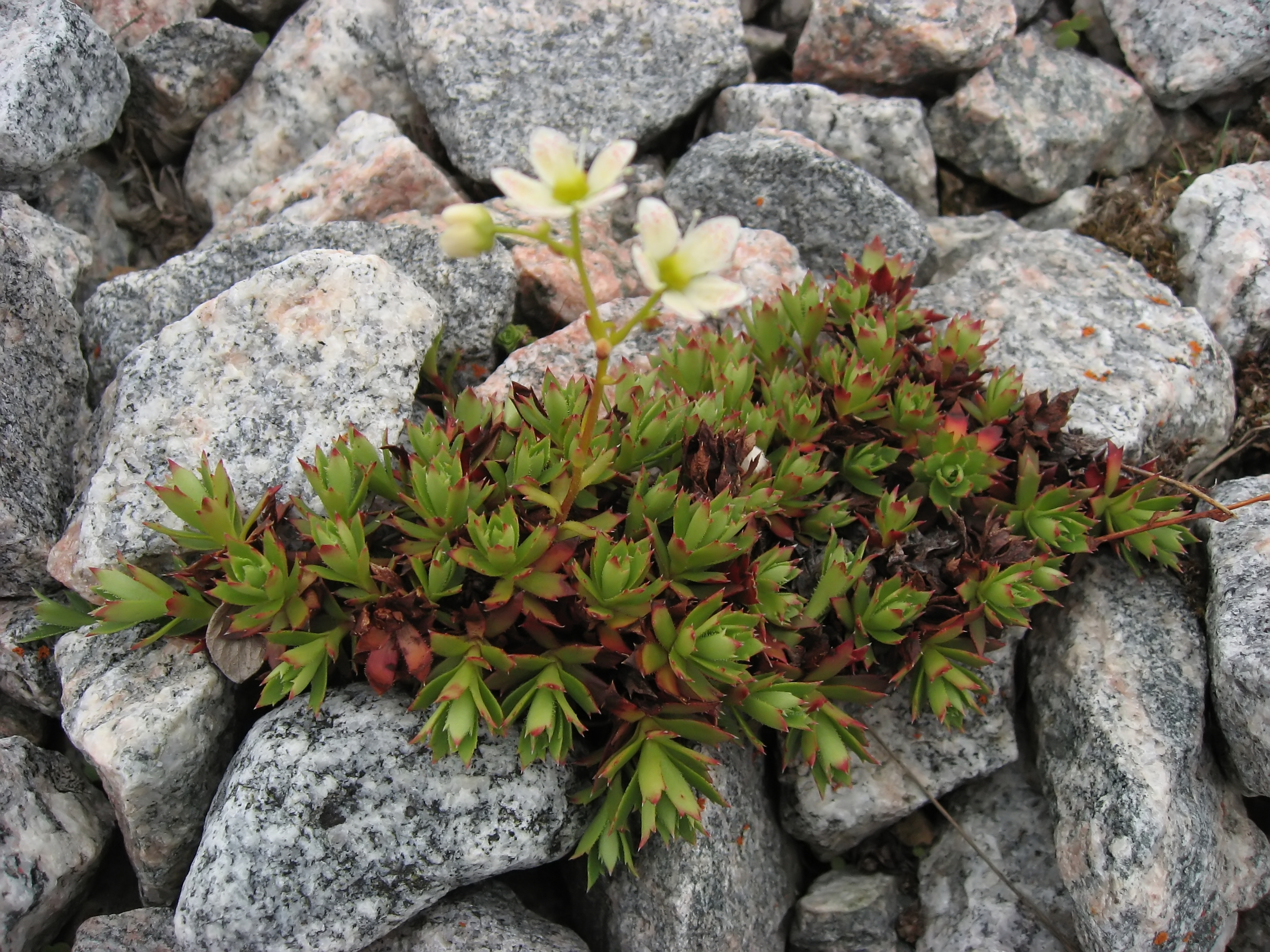
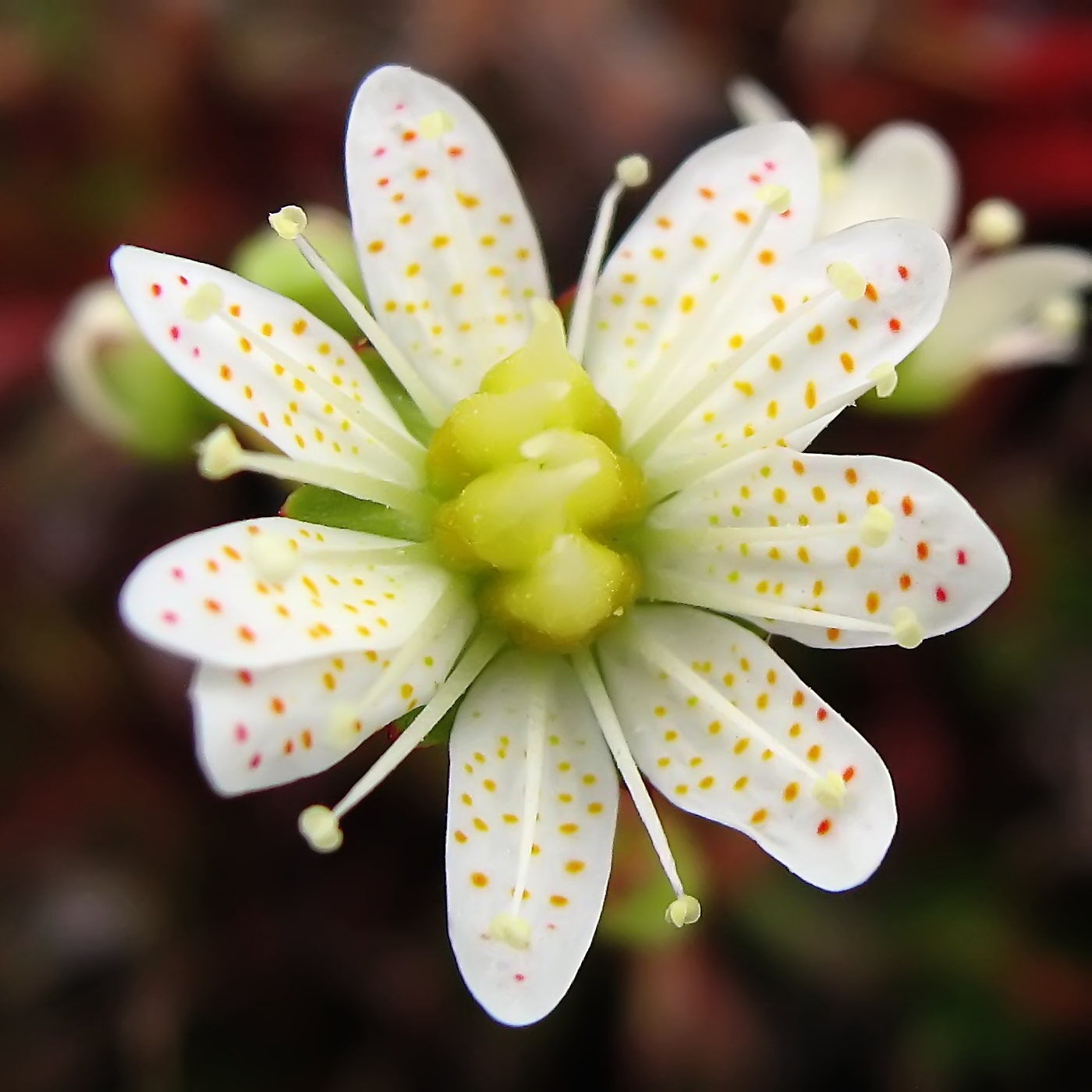